# أليساندرو بيس
أليساندرو بيس، اسم مستعار من أليساندرو بارليتا (بالإيطالية: Alessandro Pess، مواليد 30 يونيو 1981) ممثل إيطالي، ولد في لاميتسيا تيرمي.

## سيرة ذاتية
ولد في كالابريا، مثل في  السينما والتلفزيون وأدى أدوار بطولية لبعض الإعلانات التلفزيونية؛ كان عمله الأول في 1993مع فلم رحلة الأبرياء، من إخراج كارلو كارلي.
وشارك في عدد من الأعمال التي كانت قد عرضت على الشاشة الصغيرة مثل: سيدتي (2004)، من إخراج سالفتوري سيمبيري، بصوت عالٍ (2006)، من إخراج فينتشنزو فيرديكي، كاربيناري 7 (2008). في عام 2014 رزق أليساندرو بطفله الأول.

## روابط خارجية
- أليساندرو بيس على موقع IMDb (الإنجليزية)